# Госфорд (Флорида)
Госфорд (англ. Hosford) — переписна місцевість (CDP) в США, в окрузі Ліберті штату Флорида. Населення — 551 особа (2020).

## Географія
Госфорд розташований за координатами 30°23′42″ пн. ш. 84°48′13″ зх. д. / 30.39500° пн. ш. 84.80361° зх. д. (30.394974, -84.803476).  За даними Бюро перепису населення США в 2010 році переписна місцевість мала площу 12,88 км², з яких 12,88 км² — суходіл та 0,00 км² — водойми.

## Демографія
Згідно з переписом 2010 року, у переписній місцевості мешкало 650 осіб у 263 домогосподарствах у складі 182 родин. Густота населення становила 50 осіб/км².  Було 320 помешкань (25/км²).
Расовий склад населення:
| - 95,5 % — білих - 1,7 % — чорних або афроамериканців - 0,6 % — азіатів - 0,3 % — корінних американців |

До двох чи більше рас належало 1,2 %. Частка іспаномовних становила 2,0 % від усіх жителів.
За віковим діапазоном населення розподілялося таким чином: 28,5 % — особи молодші 18 років, 58,0 % — особи у віці 18—64 років, 13,5 % — особи у віці 65 років та старші. Медіана віку мешканця становила 35,3 року. На 100 осіб жіночої статі у переписній місцевості припадало 98,8 чоловіків;  на 100 жінок у віці від 18 років та старших — 92,1 чоловіків також старших 18 років.
Середній дохід на одне домашнє господарство  становив 58 138 доларів США (медіана — 60 395), а середній дохід на одну сім'ю — 65 828 доларів (медіана — 69 583). Медіана доходів становила 36 033 долари для чоловіків та 35 375 доларів для жінок. За межею бідності перебувало 6,1 % осіб, у тому числі 3,0 % дітей у віці до 18 років та 0,0 % осіб у віці 65 років та старших.
Цивільне працевлаштоване населення становило 318 осіб. Основні галузі зайнятості: публічна адміністрація — 26,4 %, освіта, охорона здоров'я та соціальна допомога — 17,3 %, сільське господарство, лісництво, риболовля — 14,8 %.